# (74072) 1998 MK9
(74072) 1998 MK9 – planetoida z pasa głównego asteroid okrążająca Słońce w ciągu 4,06 lat w średniej odległości 2,55 j.a. Odkryta 19 czerwca 1998 roku.